# Nils Frederking
Nils Frederking (* 25. September 1971 in Heidelberg) ist ein deutscher Designer.

## Leben
Nils Frederking wuchs in Heidelberg auf. Von 1991 bis 2003 studierte er Harfe und Komposition in Berlin, widmete sich nach dem Diplom jedoch dem Möbel-Design.

## Leistungen
Für seinen Klapptisch F2 wurde er mit dem 1. Platz in der Kategorie „Best Detail“ beim Interior Innovation Award der internationalen Möbelmesse imm cologne 2003, mit dem if product design award 2009 in gold und schließlich 2010 mit dem prestigeträchtigen Designpreis der Bundesrepublik Deutschland in silber ausgezeichnet.

## Werke
- Musik: Verschiedene Kompositionen
- Klapptisch F2, produziert von Ligne Roset
- Klapptisch F10, produziert von Ligne Roset
- Rocking-Lounge-Chair F11, produziert von Bernini